# Kein Platz für Liebe
Kein Platz für Liebe ist ein deutscher Spielfilm aus dem DEFA-Studio für Spielfilme von Hans Deppe aus dem Jahr 1947, nach der gleichnamigen Erzählung von Wolfgang W. Parth.

## Handlung
Hans Winkelmann hat im Zweiten Weltkrieg zehn Tage Fronturlaub bekommen und lernt während eines Ausflugs das junge Fräulein Monika kennen, der er beim Rollenstudium für die Braut von Messina behilflich ist. Aus dieser Bekanntschaft entwickelt sich innerhalb kurzer Zeit eine starke Liebe, die beide nach seiner Rückkehr an die Kriegsfront mit einer Ferntrauung besiegeln. Nur Monikas Großvater der Schauspieler William Spier, genannt Cerberus, ist mit dieser Verbindung nicht einverstanden.
Doch erst nach drei Jahren kann sich das Ehepaar im zerbombten Berlin wiedersehen, nur mit dem zusammen wohnen gibt es ein Problem. Hans, der in einer Fabrik arbeitet, schläft bei der Mutter eines Kriegskameraden, die ein Gemüsegeschäft besitzt. Monika, die ein kleines Geschäft mit Anzeigeannahmen betreibt, wohnt mit ihrem Großvater, der Schauspielunterricht gibt, zusammen in einem Zimmer, denn der Rest der Wohnung ist ausgebombt. So kommt es, dass das Paar trotz Eheschließung noch keine Hochzeitsnacht verbracht hat.
Not macht aber erfinderisch und so versucht Hans seine Vermieterin in ein Kino zu locken, damit er ihre Wohnung für eine gewisse Zeit ungestört nutzen kann. Sie durchschaut das Ansinnen und erklärt sich bereit für den Nachmittag auf dem Großmarkt frische Ware zu beschaffen. Damit das Paar nicht gestört wird, bekommt er ein Schild mit einem Hinweis darauf, welches er in die Tür hängen soll. Hans richtet die Stube fein her, deckt den Tisch und empfängt voller Vorfreude seine Frau. Doch schon nach kurzer Zeit beginnt es an der Ladentür zu klopfen und der Krach wird immer stärker. Als Hans doch mal nachschaut, stellt er fest, dass er versehentlich ein falsches Schild, mit dem Hinweis auf neu eingetroffene Waren, aufgehängt hat und so ist es mit der ruhigen Zweisamkeit vorbei und sie müssen sich trennen.
Als Nächstes versucht Monika ihren Großvater zu überlisten und schenkt ihm eine Theaterkarte für das Stück Kabale und Liebe. Nach viel Überzeugungsarbeit kann sie ihn dazu bringen, diese anzunehmen, obwohl er sich den Grund für das Geschenk vorstellen kann. Deshalb packt er seine Sachen und droht damit, auszuziehen, was er dann aber doch nicht macht. Während eines starken Schneesturms sucht Cerberus Schutz in dem Windfang eines Antiquitätengeschäftes und sucht seine Theaterkarte. Da kommt die Geschäftsinhaberin hinzu und er erkennt in ihr eine ehemalige Kollegin. Bei einer Flasche Wein schwelgen beide in Erinnerungen und machen sich gegenseitig viele Komplimente.
Zu Hause stellen Hans und Monika fest, dass der Großvater seine Eintrittskarte vergessen hat und rechnen nun mit seiner Rückkehr. Da auch noch Stromsperre herrscht, machen sie sich bei Schneefall auf den Weg in den Tiergarten um noch eine ungestörte Zeit zu verbringen. Aber hier werden sie vertrieben, da ein Wächter vermutet, dass beide nur das hier angepflanzte Gemüse stehlen wollen. Die nächsten Tage verbringen beide damit, sich eine Wohnung zu suchen. Der offizielle Weg über das Wohnungsamt bringt keinen Erfolg und die Suche auf Grund von Anzeigen klappt wegen eines Missverständnisses auch nicht.
Doch es kommt immer eine Lösung. Das zufällige Zusammentreffen des Großvaters mit seiner ehemaligen Kollegin, führt zu einer neuen Liebe und Cerberus zieht zu ihr. Endlich haben Hans und Monika einen eigenen Wohnraum.

## Produktion
Kein Platz für Liebe wurde als Schwarzweißfilm unter dem Arbeitstitel Meine Frau, das Fräulein im Atelier Berlin-Johannisthal mit Außenaufnahmen von Berlin und Umgebung gedreht. Kurt Herlth und Otto Erdmann schufen die Bauten, Adolf Fischer war Produktionsleiter. Die Dramaturgie lag in den Händen von Wolf von Gordon.
Der Film hatte seine Uraufführung im Verleih von Sovexportfilm am 31. März 1947 in zwölf Berliner Kinos des Sowjetischen Sektors: Capitol, Adlershof; Delphi, Weißensee; Filmtheater am Friedrichshain; Forum, Köpenick; Franziskaner, Mitte; Odeum, Pankow; Mila-Lichtspiele, Prenzlauer Berg; Volkshaus, Friedrichsfelde; Puhlmann-Theater, Prenzlauer Berg; Silvana, Baumschulenweg; UT Oberschöneweide und Volkshaus Weißensee. Als Austauschfilm Mittel-Deutschland/West-Deutschland war seine westdeutsche Premiere am 3. Dezember 1948 in Göttingen.

## Kritik
Die Berliner Zeitung bestätigt das Bemühen um Zeitnähe, welches aber nur bei dem Bemühen bleibt, denn die Ergebnisse bleiben rein äußerlicher Art. Das Gezeigte ist reine Zeitkulisse, aber noch lange kein Griff in die Zeit, denn Ruinen, Zettelkästen, überfüllte Stadtbahnwagen und Razzia auf Schieber sind nur eine untermalende Reportage.
Im Neuen Deutschland findet Monika Melis, dass dieser Film besonders in den Nebenrollen über eine Reihe Berliner Typen verfügt, wie sie sie Tag für Tag auf der Straße erleben kann. Milieuecht und unpathetisch, vermittelt er eine Atmosphäre, die sie an gute französische Filme denken lässt.
Im Lexikon des internationalen Films steht, dass es sich um ein zeitgemäßes Lustspiel handelt, das unterhält und nachdenklich stimmt.